# Exoplanète

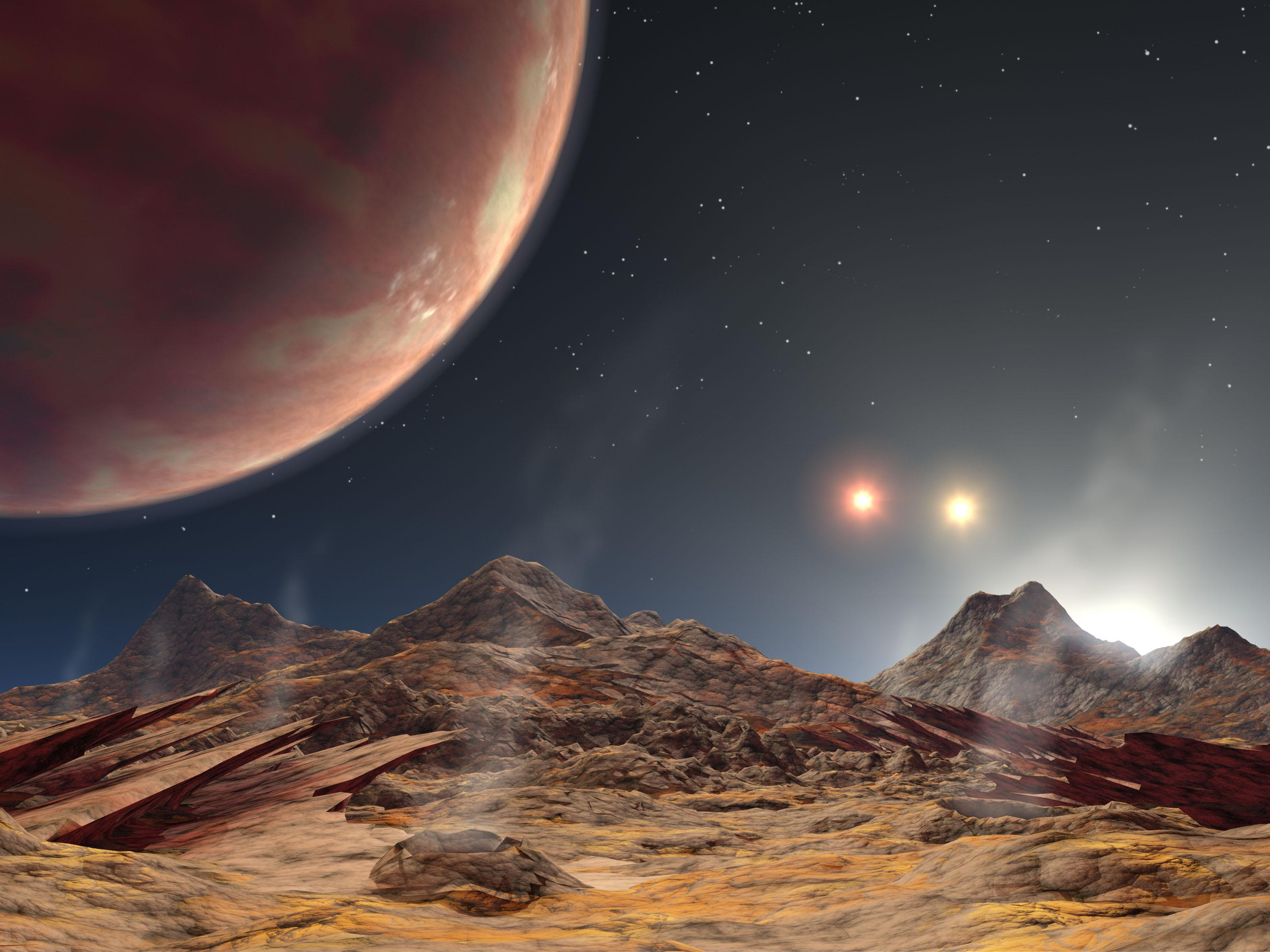
Vue d'artiste des trois étoiles de l'exoplanète HD 188753 Ab (l'une des étoiles étant couchée), à partir d'un hypothétique satellite de cette dernière.

Une exoplanète,, ou planète extrasolaire, est une planète située en dehors du Système solaire.
L'existence de planètes situées en dehors du Système solaire est évoquée dès le XVIe siècle. Au cours du XIXe siècle, les exoplanètes deviennent l'objet de recherches scientifiques. Beaucoup d'astronomes supposent qu'elles peuvent exister, mais aucun moyen technique observationnel ne permet alors de prouver leur existence ; la distance et le manque de luminosité de ces objets célestes si petits par rapport aux étoiles autour desquelles ils orbitent, rendent leur détection impossible. Ce n'est que dans les années 1990 que les premières exoplanètes sont détectées à l'Observatoire de Haute-Provence, de manière indirecte, puis, depuis 2004, de manière directe.
La plupart des exoplanètes découvertes à ce jour orbitent autour d'étoiles situées à moins de 400 al (années-lumière) du Système solaire. Au 26 juin 2025, il y a 5 988 exoplanètes confirmées dans 4 491 systèmes planétaires, dont 987 systèmes comprenant plus d'une planète. Plusieurs milliers (près de 9 151 exoplanètes) supplémentaires découvertes au moyen de télescopes terrestres ou d'observatoires spatiaux, dont Kepler ou TESS, sont en attente de confirmation. En extrapolant à partir des découvertes déjà effectuées, il existerait au moins cent milliards de planètes rien que dans notre galaxie.
Les méthodes de détection utilisées sont principalement celle des vitesses radiales, qui déduit la présence d'une planète à travers l'incidence de son attraction gravitationnelle sur la vitesse radiale de son étoile et la méthode du transit, qui identifie une planète lorsque celle-ci passe devant son étoile en mesurant l'affaiblissement de l'intensité lumineuse de l'astre. Un biais découlant de ces méthodes a abouti à la détection d'une majorité de planètes aux caractéristiques très différentes de celles présentes dans le Système solaire, en particulier l'abondance de Jupiter chauds, des planètes gazeuses très proches de leur étoile hôte. Ces nouveaux types de planète ont néanmoins entraîné une remise en cause radicale des modèles de formation des systèmes planétaires qui avaient été élaborés en se basant sur le seul Système solaire. Depuis que les méthodes de détection se sont améliorées, les études visent également à mettre en évidence des planètes aux caractéristiques proches de celles de la Terre orbitant dans la zone habitable de leur étoile.

## Terminologie
Le terme exoplanète a été enregistré dans Le Petit Robert dès 1998 comme calque français de l'anglais exoplanet dont l'emploi, dès 1992, est attesté par Antoine Labeyrie et Bernard F. Burke.
D'après Christina Nicolae et Valérie Delavigne, le premier organisme scientifique à l'avoir employé serait le Centre national de la recherche scientifique (CNRS) dans un communiqué de presse du 21 avril 2004. Antérieurement, il avait fait son apparition dans des revues de vulgarisation scientifique telles que Science et Vie — première occurrence en janvier 2000 — et La Recherche — première occurrence en décembre 2002 — ainsi que des publications de sociétés savantes telles que Ciel et Terre — première occurrence en décembre 2001 — de la Société royale belge d'astronomie, de météorologie et de physique du globe et L'Astronomie — première occurrence en 2003 — de la Société astronomique de France.
En France, depuis fin décembre 2007, son usage est recommandé par la délégation générale à la langue française et aux langues de France du ministère de la Culture et de la Communication et il est recensé sur la base de données terminologiques FranceTerme.

## Définition
Communément, on appelle « planète extrasolaire » toute planète orbitant autour d'une autre étoile que le Soleil. La définition officielle d'une planète adoptée en août 2006 par l'Union astronomique internationale (UAI) ne concerne que les objets du Système solaire et ne s'applique pas aux exoplanètes,. À l'heure actuelle, la seule définition de l'UAI qui concerne les exoplanètes est une définition de travail donnée en 2002 et modifiée en 2003.
Cette définition, plus générale et qui concerne toutes les planètes, y compris celles du Système solaire, contient les critères suivants :
- les objets avec une vraie masse en deçà de la masse limite permettant la fusion thermonucléaire du deutérium (actuellement calculée comme valant 13 fois la masse de Jupiter pour des objets de métallicité solaire) qui orbitent autour d'étoiles ou de rémanents stellaires sont des « planètes » (peu importe comment ils se sont formés). La masse/taille minimale requise pour qu'un objet extrasolaire soit considéré comme une planète devrait être la même que celle utilisée pour le Système solaire ;
- les objets substellaires avec des masses vraies au-delà de la masse limite permettant la fusion thermonucléaire du deutérium sont des « naines brunes », peu importe comment ils se sont formés et où ils se trouvent ;
- les objets flottant librement dans de jeunes amas stellaires avec des masses en deçà de la masse limite permettant la fusion thermonucléaire du deutérium ne sont pas des « planètes », mais sont des « sous-naines brunes » (ou quelque autre nom qui soit plus approprié).

De façon cohérente, les « planètes » du Système solaire au sens de la définition précédente sont les huit objets définis comme « planètes » au sens de la résolution du 24 août 2006. Et de la même façon, une « planète extrasolaire » est alors définissable comme une planète — toujours au sens de la définition générale juste au-dessus et uniquement celui-ci — située hors du Système solaire.
Cet article suit la définition précédente. Par conséquent, ne sont traitées que les planètes qui orbitent autour d'étoiles ou de naines brunes. Plusieurs détections d'objets de masse planétaire qui ne sont en orbite autour d'aucun autre corps ont aussi été annoncées. Certains de ces objets ont peut-être appartenu à un système planétaire autour d'une étoile avant d'en être éjectés.
Cependant, la définition de travail de l'UAI n'est pas acceptée par tout le monde. Une autre définition considère que les planètes devraient être distinguées des naines brunes sur la base de leur formation. Il est largement admis que les planètes géantes se forment par accrétion à partir d'un noyau et que ce procédé peut parfois produire des planètes de masse supérieure au seuil de fusion du deutérium, ; des planètes massives de cette sorte ont peut-être déjà été observées. Ce point de vue admet également la possibilité des sous-naines brunes, qui ont des masses planétaires mais se forment à la manière des étoiles par effondrement direct d'un nuage de gaz.
De plus, la séparation à 13 masses joviennes (MJup) n'a aucune signification physique précise. La fusion du deutérium peut se produire dans des objets de masse inférieure à cette limite. La quantité de deutérium fusionné dépend également de la composition de l'objet. L'Encyclopédie des planètes extrasolaires incluait en 2011 les objets jusqu'à 25 fois la masse de Jupiter, considérant que « le fait qu'il n'y ait aucune particularité (special feature) autour de 13 MJup dans le spectre de masse observé renforce le choix d'oublier cette limite de masse », puis tous les objets jusqu'à 60 fois la masse de Jupiter depuis 201X. L'Exoplanet Data Explorer inclut les objets allant jusqu'à 24 masses joviennes, en précisant que « La distinction à 13 masses de Jupiter du Groupe de travail de l'UAI n'est pas physiquement motivée pour des planètes avec un cœur rocheux et observationnellement problématique à cause de l'ambiguïté du sin(i). »

### Définition de travail de2018
En 2018, la commission F2 (« Exoplanètes et Système solaire ») de l'UAI a modifié la « définition de travail » d'une exoplanète :

« # Les objets dont la vraie masse est inférieure à la masse limite pour la fusion thermonucléaire du deutérium (actuellement évaluée à {\displaystyle 13} fois la masse de Jupiter pour les objets de métallicité solaire) et qui sont en orbite autour d'étoiles, de naines brunes ou de résidus d'étoile, dont le rapport de masse avec l'objet central est inférieur au rapport conduisant à l'instabilité des points de Lagrange L4 et L5 {\displaystyle \left(M/M_{\text{central}}<2/\!\left(25+{\sqrt {621}}\right)\approx {1/25}\right)} sont des « planètes », quel que soit leur mode de formation. La masse minimale / taille requise pour qu'un objet extrasolaire soit considéré comme une planète doit être la même que celle utilisée dans notre Système solaire. »

— Commission F2, Official working definition of an exoplanet (trad. d'après Alain Lecavelier des Étangs).
Ainsi, une exoplanète reste principalement définie comme un objet extrasolaire (en), substellaire, autre qu'une naine brune, et non isolé. « Extrasolaire » s'entend d'un objet qui n'est pas dans le Système solaire ; « substellaire », d'un objet dont la masse est inférieure à la limite de masse pour la combustion du protium (1H), l'isotope commun de l'hydrogène, par la réaction en chaîne proton-proton ; « autre qu'une naine brune », d'un objet substellaire dont la masse est inférieure à la limite de masse pour la combustion du deutérium (2H), autre isotope de l'hydrogène ; et « non isolé », d'un objet en orbite autour d'au moins un autre.
Alain Lecavelier des Étangs et Jack J. Lissauer précisent que, dans la définition, « étoile » s'entend d'un objet stellaire en équilibre hydrostatique ; et « résidu d'étoile », d'un objet résultant de l'effondrement d'une étoile, telle une naine blanche ou une étoile à neutrons, que celle-ci soit ou non un pulsar,.
Les deux changements introduits par la nouvelle définitions de travail sont la possibilité que l'objet central autour duquel une exoplanète orbite soit une naine brune, et l'ajout du critère de rapport de masse, de {\displaystyle \sim {1/25}}, entre la masse de l'exoplanète et celle de l'objet central. Le premier changement a eu pour effet d'ajouter à la liste des exoplanètes alors connues cinq objets, ; le second, d'en retirer dix,.
Les critères de la « masse minimale » et de la « masse maximale » ont été conservés. La « masse minimale » s'entend d'une « masse suffisante à la fois pour que l'auto-gravité surpasse les forces internes des corps rigides et pour nettoyer le voisinage de l'orbite de l'objet d'autres corps pouvant perturber cette orbite ». La « masse maximale » reste fixée à 13 masses joiviennes. Le critère du « rapport de masse » vient préciser la notion de « en orbite autour ». Il permet discriminer tant un système hiérarchique d'un système binaire qu'une orbite stable d'une autre trajectoire. Le « rapport de masse » retenu est celui qui permet l'existence des points de Lagrange L4 et L5. Ainsi, pour être une exoplanète, l'objet doit avoir une masse inférieure à {\displaystyle 1/25} de celle de l'objet central ou, dit autrement, doit être en orbite autour d'un objet au moins 25 fois plus massif.

## Nomenclature

### Nomenclature actuellement utilisée
La désignation normalisée des exoplanètes est une extension de celle utilisée par le Washington Multiplicity Catalog (WMC) pour les systèmes d'étoiles multiples, norme qui a été adoptée par l'UAI.
Selon cette norme, le membre le plus brillant d'un système reçoit la lettre « A ». Les composants distincts qui ne sont pas compris dans « A » sont nommés « B », « C », etc. Les sous-composants sont désignés par un ou plusieurs suffixes ajoutés à celui du sous-système, en commençant par des lettres minuscules pour le deuxième niveau hiérarchique, puis des nombres pour le troisième. Suivant une extension de la norme précédente, le nom d'une exoplanète est normalement formé en ajoutant une lettre minuscule au nom de l'étoile hôte de ladite planète. La première planète découverte se voit attribuer la désignation « b » (la lettre « a » étant réservée à l'étoile) puis les planètes suivantes sont nommées avec les lettres suivantes dans l'ordre alphabétique. Si plusieurs planètes du même système sont découvertes en même temps, la plus proche de l'étoile reçoit la première lettre suivante, et ainsi de suite en s'éloignant de l'étoile.
Si une planète orbite un membre d'un système binaire, la lettre capitale de l'étoile est suivie par une minuscule pour la planète. Plusieurs exemples sont aujourd'hui connus, tels 16 Cygni Bb et HD 178911 Bb. Les planètes en orbite autour de l'étoile primaire (étoile « A ») devraient avoir un « Ab » à la suite du nom du système, comme pour HD 41004 Ab. Cependant, le « A » est parfois omis, en particulier lorsque la seconde étoile a été découverte après la (ou les) planète(s) ; par exemple, la première planète découverte autour de l'étoile principale du système binaire Tau Bootis est habituellement appelée simplement Tau Bootis b.
Si l'étoile hôte est une étoile simple, on peut toujours considérer qu'elle possède un « A » dans sa désignation, bien qu'il ne soit habituellement pas écrit. La première exoplanète trouvée autour d'une telle étoile est alors considérée comme étant un sous-composant secondaire dudit système recevant la désignation « Ab ». Par exemple, 51 Peg Aa est l'étoile hôte du système 51 Peg et la première exoplanète est alors 51 Peg Ab. La plupart des exoplanètes se trouvant dans des systèmes unistellaires, la désignation implicite « A » est généralement absente, ne laissant simplement que la minuscule à la suite du nom du système : 51 Peg b. Le « a » pour l'étoile est également le plus souvent omis, nommant par un petit abus l'étoile du nom du système, ici par exemple 51 Peg.
Quelques exoplanètes se sont vu attribuer des noms qui ne se conforment pas à la norme précédente. Par exemple, les planètes qui orbitent le pulsar PSR 1257+12 furent à l'origine nommées avec des capitales, en commençant à A (laissant l'étoile sans suffixe), plutôt qu'avec des minuscules. Par ailleurs, le nom du système lui-même peut suivre plusieurs systèmes de désignation différentes. Dans les faits, un certain nombre d'étoiles parmi lesquelles Kepler-11 n'ont reçu leur nom que grâce à leur inclusion dans un programme de recherche de planètes, n'étant jusque-là référencées que par leurs coordonnées célestes.

Exemples de suffixes utilisant la nomenclature de Hessman

Cependant, Hessman et al. firent la remarque que le système implicite utilisé pour les noms d'exoplanètes se trouvait totalement en échec avec la découverte de planètes circumbinaires. Ils notent que les découvreurs des deux planètes autour de HW Virginis ont essayé de contourner le problème de désignation en les appelant « HW Vir 3 » et « HW Vir 4 », c'est-à-dire comme étant les troisième et quatrième objets – stellaires ou planétaires – découverts dans le système. Ils notent également que les découvreurs des deux planètes autour de NN Serpentis ont été confrontés à de multiples suggestions émanant de diverses sources officielles et choisirent finalement d'utiliser les désignations « NN Ser c » et « NN Ser d ». Hessman et al. ont alors proposé deux règles afin de remédier à ce problème. Ils notent que, en suivant ces deux règles, 99 % des noms actuels de planètes autour d'étoiles simples sont conservés comme des formes informelles de la forme provisoire sanctionnée par l'UAI. Ils renommeraient simplement Tau Bootis b officiellement en Tau Bootis Ab, en conservant la forme précédente pour un usage informel. Pour faire face aux difficultés liées aux planètes circumbinaire, la proposition contient deux règles supplémentaires, où l'utilisation de parenthèses autour du nom du couple d'étoiles centrales est à privilégier dans le cas de planètes dans cette situation. Ils indiquent que cela ne nécessite le changement de nom complet que de deux systèmes exoplanétaires : les planètes autour HW Virginis seraient rebaptisées HW Vir (AB) b et (AB) c tandis que celles autour NN Serpentis seraient rebaptisées NN Ser (AB) b et (AB) c. En outre, les seules planètes circumbinaires connues antérieurement autour de PSR B1620-26 et DP Leonis peuvent presque conserver leurs noms (PSR B1620-26 b et DP Leonis b) comme des formes officieuses informelles de la forme « (AB) b » où la désignation « (AB) » est laissée de côté.

### De nouvelles difficultés
À la suite de la récente découverte de PH1 b, de nouvelles difficultés sont apparues. En effet, cette planète tourne autour d'un système binaire faisant lui-même partie d'un système double double (système binaire de systèmes binaires) nommé KIC 4862625. Les auteurs de l'article annonçant sa découverte ont évité ce problème en la nommant de façon provisoire « PH1 » (Planet Hunters 1), du nom du programme l'ayant découverte. En effet, PH1 tourne autour de la paire KIC 4862625 A (aussi notée KIC 4862625 Aa+Ab ou encore KIC 4862625 Aab, normalement A(ab) de façon plus correcte, pour bien indiquer les deux composantes), composée des étoiles individuelles KIC 4862625 Aa et KIC 4862625 Ab, et l'autre paire est nommée KIC 4862625 B (aussi KIC 4862625 Ba+Bb ou KIC 4862625 Bab) et composée de KIC 4862625 Ba et KIC 4862625 Bb. La logique exposée ci-dessus plaide en faveur d'une désignation de la forme KIC 4862625 A(ab)1 ou KIC 4862625 (Aa+Ab)1, les nombres en chiffres arabes étant l'étape suivante après les lettres minuscules. Cependant, cela rompt avec le nom habituel des exoplanètes avec une lettre minuscule en plaçant la planète au même niveau que d'éventuels satellites d'autres planètes ne tournant autour que d'une seule étoile ou d'un système multiple « simple ». Quoi qu'il en soit, on peut remarquer que l'équipe de l'Encyclopédie des planètes extrasolaires l'a déjà nommée de façon systématique KIC 4862625 b, nom on ne peut plus ambigu (autour de quelle(s) composante(s) la planète tourne-t-elle exactement ?), mais évitant le problème sus-mentionné. L'UAI ayant le dernier mot, ce sera à elle de prendre la décision finale attribuant le nom officiel à la planète.

### Autres systèmes de désignation

#### Autres systèmes «catalogue»
Une autre nomenclature, souvent vue dans les œuvres de science-fiction, utilise les chiffres romains dans l'ordre des positions des planètes de l'étoile. Cela a été inspiré par un ancien système pour nommer les lunes des planètes extérieures, telles que « Jupiter IV » pour Callisto. Mais un tel système n'est pas pratique pour un usage scientifique, puisque de nouvelles planètes peuvent être trouvées plus près de l'étoile, changeant alors tous les chiffres. Cependant, ces chiffres romains semblent être la forme qui sera utilisée pour désigner les satellites de planètes extrasolaires, mais en conservant l'ordre de la numérotation suivant l'ordre de découverte comme pour les planètes ou les lunes de notre propre Système solaire.

#### Noms populaires
Enfin, plusieurs planètes ont reçu de façon non officielle de « vrais » noms à la façon de ce qui se fait dans le Système solaire. On peut notamment citer Osiris (HD 209458 b), Bellérophon ou Dimidium (51 Pegasi b), Zarmina (Gliese 581 g) et Mathusalem (PSR B1620-26 b). Vladimir Lyra, de l'Institut Max-Planck d'astronomie, a proposé des noms provenant pour la plupart de la mythologie gréco-romaine pour les 403 candidates planètes extrasolaires connues en octobre 2009. Cependant l'Union astronomique internationale (UAI) a annoncé qu'elle n'a aucun projet d'assigner des noms de ce genre aux planètes extrasolaires, considérant que ce n'est pas pratique.
L'Union astronomique internationale, seul arbitre dans le processus de nomenclature par sa commission 53, ne reconnaît pas les noms donnés aux planètes extrasolaires à travers des sites marchands. Elle annonce cependant le 19 août 2013 sa décision de donner des noms populaires aux exoplanètes, en invitant le public à lui soumettre des suggestions. En 2015, un vote concernant les associations astronomiques, puis un vote grand public sont mis en place par l'organisme afin de nommer les exoplanètes, dans le cadre du concours NameExoWorlds.

### Planètes du Système solaire
Les planètes de notre Système solaire, comme toute planète, peuvent parfaitement se voir appliquer les règles précédentes. Pour le détail, voir cette section.

## Historique

### Prémices
La question « Sommes-nous seuls dans l'Univers ? » est ancienne (ainsi, Fontenelle y a consacré ses Entretiens sur la pluralité des mondes). Elle entraîne la question de l'existence d'autres planètes sur lesquelles pourraient se développer d'autres formes de vie. Au XVIe siècle, Giordano Bruno, partisan de la théorie de Nicolas Copernic selon laquelle la Terre et les autres planètes seraient en orbite autour du Soleil, a mis en avant une théorie selon laquelle les étoiles sont autant de soleils et ainsi accompagnées de planètes. Au XVIIIe siècle, Isaac Newton fait de même dans le General Scholium (en), la conclusion de ses Principia : « Et si les étoiles fixes sont les centres de systèmes semblables, ils seront alors tous construits selon le même concept et sujets à la domination de l'Un. » (« And if the fixed stars are the centers of similar systems, they will all be constructed according to a similar design and subject to the dominion of One. »)
Christiaan Huygens est le premier astronome à envisager l'utilisation des instruments d'observation afin de détecter de telles planètes[réf. nécessaire].
Michel Mayor souligne que « pendant la première partie du XXe siècle, une théorie disait que, pour obtenir les disques de gaz et de poussières à partir desquels les planètes pouvaient se former, il fallait qu’une étoile soit passée à proximité d’une autre. Or, la probabilité que se produise un tel phénomène est quasiment nulle. Cela a mis les astronomes sur une fausse piste pendant longtemps : ils n’attendaient pas d’autres systèmes planétaires dans la Voie lactée ». Au milieu du XXe siècle, cette théorie est abandonnée et le nombre estimé de systèmes planétaires s'élève à 100 milliards, valeur toujours retenue actuellement. La recherche d'exoplanètes est cependant mal perçue au sein de la communauté scientifique en raison de nombreuses découvertes contestées ou annulées. Ainsi, dans les années 1980, seuls quatre groupes de deux astronomes recherchent des exoplanètes : deux au Canada, deux en Californie, deux au Texas, ainsi que les Suisses Michel Mayor et Didier Queloz.
À la fin du XXe siècle, grâce aux progrès technologiques des télescopes, tels que les capteurs CCD, le traitement d'image, ainsi que le télescope spatial Hubble, qui permettent des mesures plus précises du mouvement des étoiles, beaucoup d'astronomes espèrent détecter des planètes extrasolaires. Dans les années 1980 et au début des années 1990, quelques annonces sont faites, mais démenties après vérification. Il faut attendre l'année 1995 pour que la découverte de la première exoplanète soit confirmée.

### «Découvertes» rétractées
Des découvertes d'exoplanètes sont revendiquées dès le XIXe siècle. Plusieurs annonces parmi les plus anciennes impliquent l'étoile binaire 70 Ophiuchi. En 1855, le capitaine W. S. Jacob, à l'observatoire de Madras de la British East India Company, relève des anomalies qui rendent la présence d'un « corps planétaire » dans ce système « hautement probable ». Dans les années 1890, Thomas J. J. See, de l'université de Chicago et de l'Observatoire naval des États-Unis, énonce que les anomalies prouvent l'existence d'un corps sombre dans le système de 70 Ophiuchi, avec une période orbitale de 36 ans autour de l'une des étoiles. Néanmoins, Forest Ray Moulton publie en 1899 un article prouvant qu'un système à trois corps avec de tels paramètres orbitaux serait hautement instable.
Durant les années 1950 et 1960, Peter van de Kamp du Swarthmore College fait une autre série de revendications de détection remarquée, cette fois pour des planètes en orbite autour de l'étoile de Barnard.
De nos jours, les astronomes considèrent généralement tous les anciens rapports de détection comme erronés.
La découverte d'un objet de masse planétaire est annoncée le 4 mai 1989. HD 114762 b orbite autour de l'étoile de type solaire nommée HD 114762,. Sa masse minimale est de onze fois la masse de Jupiter et pourrait, selon l'inclinaison de son orbite et la définition adoptée, être une planète ou une naine brune. En 2019, une étude des données du satellite Gaia révèle que HD114762 b est en fait une naine rouge et non une planète,.
En 1991, Andrew G. Lyne, M. Bailes et S.L. Shemar revendiquent la découverte d'une planète de pulsar en orbite autour de PSR B1829-10, en utilisant la mesure des infimes variations de la périodicité des pulsars, qui permettent de calculer les principaux paramètres orbitaux des corps responsables de ces perturbations (chronométrie de pulsar (en)). L'annonce fait brièvement l'objet d'une attention intense, mais Lyne et son équipe la rétractent ensuite.

### Découvertes et caractérisation

Évolution du nombre d'exoplanètes découvertes chaque année selon la méthode de détection (dernière mise à jour : juillet 2023).
Vitesses radiales
Transit astronomique
Synchronicité
Imagerie directe
Microlentilles gravitationnelles

En septembre 1990, Aleksander Wolszczan et Dale Frail (du radiotélescope d'Arecibo) découvrent plusieurs planètes autour du pulsar PSR B1257+12, qu'ils annoncent le 9 janvier 1992.
Le 6 octobre 1995 Michel Mayor et Didier Queloz (de l'observatoire de Genève) annoncent la découverte du premier objet dont la masse en fait sans nul doute une planète en orbite autour d'une étoile de type solaire : le Jupiter chaud nommé 51 Pegasi b, en orbite autour de l'étoile 51 Pegasi. Cette découverte est faite grâce à des observations qu'ils ont réalisées à l'observatoire de Haute-Provence par la méthode des vitesses radiales. Ce système, situé dans la constellation de Pégase, se trouve à environ 40 années-lumière de la Terre. Le 8 octobre 2019, l'annonce du prix Nobel de physique pour Michel Mayor et Didier Queloz (conjointement avec James Peebles) couronne le travail de ces chercheurs.
En octobre 2015, exactement vingt ans après l'annonce de la première découverte, près de 2 000 planètes ont été détectées et plus de 3 000 candidats sont en attente de confirmation. Plus de la moitié ont été découvertes à l'université de Genève par des équipes internationales[réf. nécessaire].
Les chercheurs ont également découvert des systèmes multiples. Le premier système où plusieurs planètes ont été détectées est Upsilon Andromedae, dans la constellation d'Andromède, précédant 55 Cancri.
Au départ, la majorité des planètes détectées sont des géantes gazeuses ayant une orbite très excentrique, dont certaines se sont finalement révélées être des naines brunes. Le fait de découvrir essentiellement des géantes gazeuses proches de leur étoile est généralement interprété comme un biais de l'observation : il est beaucoup plus simple de découvrir une planète massive tournant rapidement autour de son étoile par la méthode des vitesses radiales l qui détecte la planète en interpolant sa présence par les fluctuations de la trajectoire de l'étoile.
Au premier semestre 2005, une polémique a agité le monde astronomique. Des équipes de la NASA et de l'Observatoire européen austral ont annoncé des découvertes grâce au Très Grand Télescope et au télescope spatial Spitzer. Finalement, il semble que l'Europe ait bien obtenu les premières images directes de planètes extrasolaires. En l'occurrence, elles orbitent autour de la naine brune GPCC-2M1207 et de l’étoile GQ Lupi. Cela dit, le compagnon de GQ Lupi est probablement une naine brune.
En novembre 2009, le « mystère du lithium » est résolu grâce aux données compilées sur les exoplanètes et leurs étoiles. Selon Garik Israelian, « Nous venons de découvrir que la quantité de lithium dans les étoiles semblables au Soleil dépend de la présence, ou non, de planètes. » Les étoiles à planètes contiennent moins de 1 % de la quantité de lithium des autres étoiles.
Par la suite, l'emballement médiatique concernant de prétendues découvertes d'exoplanètes habitables fait l'objet de critiques.
À la fin des années 2010, plus de 4 000 exoplanètes sont découvertes et environ 3 000 astronomes en recherchent, contre huit au début des années 1990. En 2019, on découvre en moyenne une exoplanète par jour. En mars 2022, la NASA en identifie plus de 5 000. En novembre 2024, 7 350 exoplanètes ont été identifiées, dont plus de 5 700 confirmées par la NASA,.
Depuis sa mise en service en 2022, Le télescope spatial James Webb (JWST) a permis de caractériser plusieurs exoplanètes déjà connues. En 2025, le JWST découvre par coronographie sa première nouvelle exoplanète, dans un disque de débris et de poussières entourant TWA 7 (en), une étoile jeune. Cette planète est la plus légère jamais observée par imagerie directe, une étape importante vers l'imagerie de planètes de moins en moins massives, plus semblables à la Terre que les milliers d'exoplanètes déjà connues,.

## Méthodes de détection

Détecter une exoplanète de manière directe n'est pas une chose facile, pour plusieurs raisons :
- une planète ne produit pas de lumière : elle ne fait que diffuser celle qu'elle reçoit de son étoile, ce qui est bien peu ;
- la distance qui nous sépare de l'étoile est de loin bien plus importante que celle qui sépare l'exoplanète et son étoile : le pouvoir séparateur des instruments de détection doit donc être très élevé pour les distinguer.

Ainsi, jusqu'à la première photographie optique par imagerie infrarouge de l'exoplanète 2M1207 b en 2004 et la première découverte par coronographie publiée le 13 novembre 2008 dans la revue Science, les seules méthodes de détection efficaces sont appelées « indirectes », car elles ne détectent pas directement les photons venant de la planète.
Il existe désormais différentes méthodes actuelles et futures pour détecter une exoplanète, la plupart depuis les observatoires au sol.

### Méthode interférométrique
Cette méthode repose sur les interférences destructives de la lumière de l'étoile. En effet, la lumière de l'étoile étant cohérente dans les deux bras de l'interféromètre, il est possible d'annuler l'étoile dans le plan image permettant ainsi de détecter un éventuel compagnon. Cette méthode a permis de détecter et confirmer quelques exoplanètes. Cependant, la stabilité des interféromètres disponibles actuellement ne permet pas d'atteindre des contrastes suffisamment importants pour détecter des planètes de type Terre.

### Par la vitesse radiale
La méthode des vitesses radiales consiste en l'étude du spectre lumineux de l'étoile. Les mouvements d'un astre sont influencés par la présence d'une planète orbitant autour de lui, ce qui provoque un décalage périodique de sa position. Cela permet de déterminer grâce à l'effet Doppler-Fizeau la vitesse radiale de l'étoile. De manière identique aux binaires spectroscopiques, on obtient des informations concernant la position de l'orbite de la planète ainsi que sur sa masse.
Cette méthode de détection est plus performante pour des vitesses radiales élevées : autrement dit, pour des planètes évoluant très près de leur étoile et qui sont très massives, ou pour de petites étoiles, comme les naines rouges. Cela explique que de nombreuses exoplanètes découvertes jusqu'à aujourd'hui ont une orbite très proche de leur étoile.

### Par le transit

#### Transit primaire (méthode indirecte)

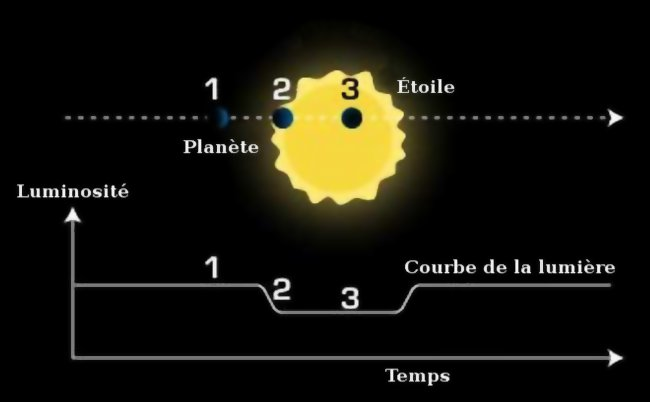
Le transit de la planète devant son étoile fait varier la luminosité de cette dernière.

Cette méthode de détection indirecte est basée sur l'étude de la luminosité de l'étoile. En effet, si celle-ci varie périodiquement cela peut provenir du fait qu'une planète passe devant.
Cette méthode a été proposée pour la première fois en 1951 par Otto Struve de l'observatoire Yerkes de l'université de Chicago. Elle a été proposée à nouveau à deux reprises : en 1971 par Frank Rosenblatt de l'université Cornell, puis en 1980 par William Borucki du centre de recherche Ames de la NASA, en Californie. La méthode par transit consiste à détecter l’exoplanète lorsqu’elle passe devant son étoile. Elle bloque alors une petite quantité de lumière provenant de l’étoile. En mesurant le flux lumineux continument et en détectant la périodicité de cette diminution, on peut détecter indirectement la présence d’une planète tournant autour de son étoile. On peut ainsi en déduire la taille de la planète et par la suite émettre des hypothèses sur sa masse, sa composition rocheuse ou gazeuse et sur son atmosphère.
Bien que la variation de luminosité d'une étoile soit plus facilement repérable que la variation de sa vitesse radiale, cette méthode se révèle peu efficace en termes de quantité de planètes détectées par rapport à la somme des étoiles observées. En effet, on ne peut l'utiliser que dans le cas où nous observons le système stellaire quasiment par la tranche. On peut montrer que pour des orientations aléatoires de l'orbite, la probabilité géométrique de détection par cette méthode est inversement proportionnelle à la distance entre l'étoile et la planète. On estime à 5 % des étoiles avec une exoplanète la quantité détectable avec cette méthode.
Cependant, elle a l'avantage de ne nécessiter l'usage que de télescopes de dimensions raisonnables.
Dans notre propre Système solaire, on peut aussi observer des transits de planètes : les transits de Vénus et de Mercure ne peuvent cependant être observés tout au plus que quelques fois par siècle.
C'est par cette méthode que la plupart des planètes extrasolaires ont été détectées.

#### Transit secondaire (méthode semi-directe)
Le principe repose sur le transit secondaire, c’est-à-dire quand la planète passe derrière l'étoile. Dans ce cas on peut détecter les photons provenant de l'hémisphère éclairé de la planète, ce qui fait de cette méthode une méthode en semi-directe. En résumé, on étudie le signal lumineux provenant d'une planète éclipsée par son étoile et l'on retire ensuite le signal lumineux émis par l'étoile (que l'on a mesuré auparavant), on obtient alors la signature de la planète.
La première détection du transit secondaire a été faite avec le télescope spatial Hubble en 2003 sur l'étoile HD 209458 (voir (en) ce lien pour plus de détails (en anglais)).
Récemment, des équipes d'astronomes ont réussi à détecter deux exoplanètes de manière directe, par l'utilisation du satellite Spitzer. Celles-ci, qui étaient déjà connues, ont été repérées grâce à la lumière infrarouge qu'elles émettaient.
Cela ouvre de nouvelles opportunités dans le domaine de l'observation. En effet, les chercheurs vont désormais pouvoir essayer de comparer certaines caractéristiques essentielles des exoplanètes repérées jusque là, telles que la couleur, la réflectivité et la température. Ceci permettra de mieux comprendre la manière dont celles-ci viennent à se former.

### Par astrométrie
Elle repose sur la détection des perturbations angulaires de la trajectoire d'une étoile. Plus la masse de la planète, et la distance qui sépare l'étoile de la planète sont grandes, plus le système est proche de nous et donc visible.
Cette méthode, bien qu'elle soit connue depuis longtemps, n'avait pas encore été utilisée en raison des infimes variations qu'elle devait repérer. Mais ce sera bientôt chose possible avec notamment la mise en place du mode double champ du Very Large Telescope Interferometer (VLTI) appelé PRIMA.

### Par l'effet de microlentille gravitationnelle

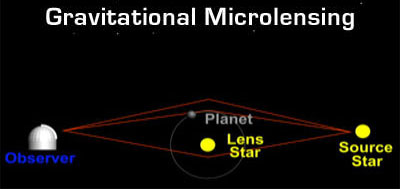
Microlentille gravitationnelle d'une planète extrasolaire.

Cette méthode s'appuie sur la courbure de la lumière émise par une étoile distante ou un quasar, lorsqu'un objet massif s'aligne « suffisamment » avec cette source, phénomène appelé « lentille gravitationnelle ». La distorsion de la lumière est due au champ gravitationnel de l'objet lentille, une des conséquences de la relativité générale, comme l'a décrit Albert Einstein en 1915. Il en découle un effet de lentille, formation de deux images déformées de l'étoile distante, voire davantage.
Dans le cas de la recherche d'exoplanètes, la planète cible, en orbite autour de l'étoile lentille, fournit une information supplémentaire, permettant de déterminer sa masse et sa distance de l'étoile. On parle de microlentille car la planète n'émet pas ou très peu de lumière.
Cette technique permet d'observer des astres de masse même relativement faible, puisque les observations ne s'appuient pas sur la radiation reçue.

### Par imagerie directe

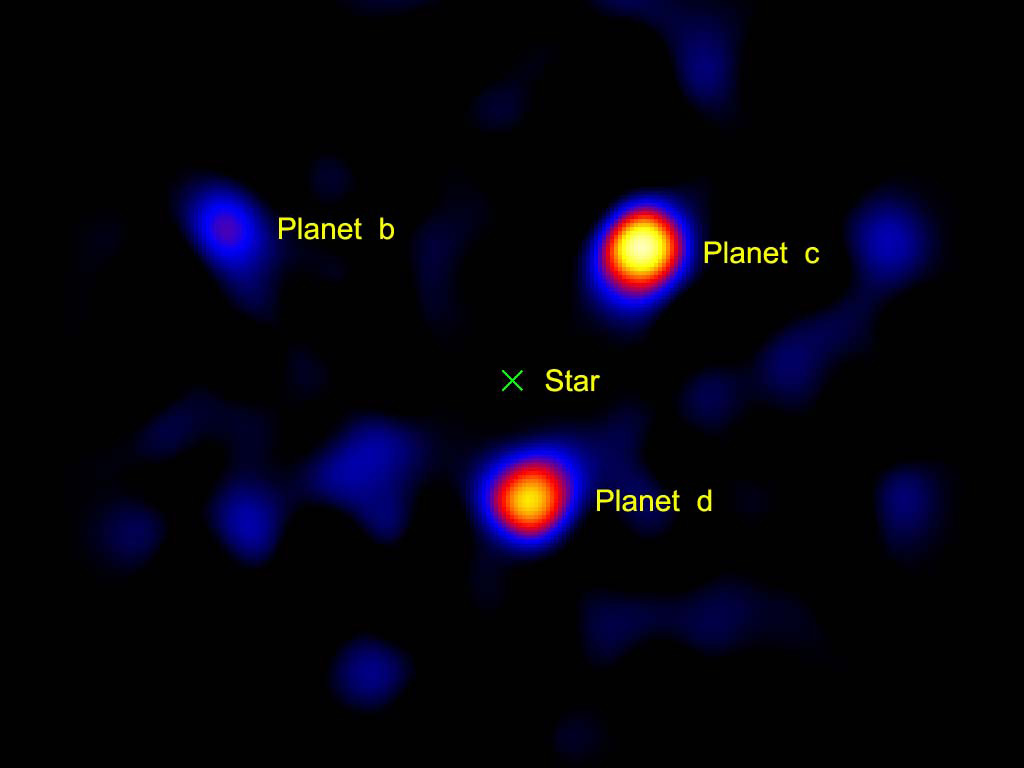
Système planétaire HR 8799 observé le 14 avril 2010 à l'observatoire du Mont Palomar en Californie.

L'utilisation combinée de systèmes de correction en temps réel (optique adaptative) et de la coronographie permet maintenant d'observer directement la lumière parvenant de la planète.
La coronographie est une technique utilisée pour atténuer la lumière d'une étoile, ce qui permet ensuite d'observer des objets moins brillants gravitant autour. Utilisée en complément d'une optique adaptative, elle permet de découvrir des planètes qui orbitent autour d'étoiles pourtant des millions de fois plus lumineuses.
D'énormes efforts sont consacrés actuellement à l'amélioration de ces techniques d'optique adaptative, de coronographie stellaire, et de traitement d'image, afin de développer une imagerie astronomique à très haut contraste capable de détecter des exoplanètes de la taille de la Terre. En outre, cette technique permet d'analyser des photons parvenant directement de la planète, ce qui pourra donner des informations importantes sur les conditions atmosphériques et surfaciques de ces planètes.
La première photographie optique d'une exoplanète (2M1207 b) a lieu en 2004 à l'aide du VLT. Cependant, elle orbite autour d'une étoile peu brillante (une naine brune), 2M1207 et est détectée non pas par coronographie, mais par imagerie infrarouge. La première découverte par coronographie est publiée le 13 novembre 2008 dans la revue Science. Prise par le télescope spatial Hubble et traitée par l'équipe de l'astronome Paul Kalas, la planète a une masse probablement proche de celle de Jupiter. Baptisée Fomalhaut b, elle est en orbite autour de l'étoile Fomalhaut dans la constellation du Poisson austral (Piscis Austrinus) à environ 25 années-lumière. Fomalhaut b est distante d'environ dix fois la distance séparant Saturne du Soleil. Cette découverte est annoncée en même temps et dans la même revue que celle de l'équipe de l'astronome canadien Christian Marois concernant la première observation directe, à 129 années-lumière, d'un système stellaire entier composé de trois planètes géantes photographiées dans l'infrarouge autour de l'étoile HR 8799.

## Types d'exoplanètes
|  |  |
|  |  |

Les différents types de planètes sont soit avérés, soit demeurent pour le moment hypothétiques. Plusieurs classifications sont utilisées. D'abord, une classification structurelle range les planètes dans des catégories par rapport à leur composition, telles les planètes telluriques et gazeuses, ou par rapport à leur masse, telles sous-Terre ou super-Jupiter. Une autre classification range les planètes selon leur température : Jupiter chaud (géantes gazeuses très proches de leur étoile), Jupiter froid, etc. Une troisième classification est faite par rapport à la position, par exemple : planète Boucles d'or, objet libre de masse planétaire. Il existe aussi des catégories transverses, par exemple les planètes à période de révolution ultra-courte ou celles super-enflées.
Dès l'an 2000, des classifications taxinomiques sont aussi suggérées. En 2000, la classification de Sudarsky établit cinq classes de planètes et ne concerne que les géantes gazeuses, sur la base de modèles numériques reposant sur les types d'atmosphères les plus probables pour ce genre de corps. En 2012, la taxonomie de Plávalová donne une description symbolique des principales caractéristiques d'une planète afin de pouvoir effectuer une comparaison rapide entre les diverses propriétés de ces objets.
Le grand nombre d'exoplanètes connues permet d'étudier la répartition statistique de leurs tailles et de leurs distances à leurs étoiles centrales, mais en tenant compte des biais d'observation (il est plus facile de détecter une grosse planète orbitant près de son étoile qu'une petite planète éloignée). Cette répartition est globalement continue, mais présente deux lacunes : un manque notable de planètes de rayon compris entre 1,6 et 1,9 rayons terrestres (la « vallée des rayons »), et l'absence de planètes de type Neptune sur des orbites très courtes (le « désert des Neptune chauds »). Deux processus sont invoqués pour l'expliquer, sans qu'on sache encore dans quelle proportion : la photoévaporation (échappement des constituants de l'atmosphère, chauffée par le rayonnement stellaire) et la perte de masse alimentée par le noyau (échappement de l'atmosphère dû à la chaleur de l'accrétion ou à la désintégration d'éléments radioactifs.

## Liste d'exoplanètes

### Inventaire

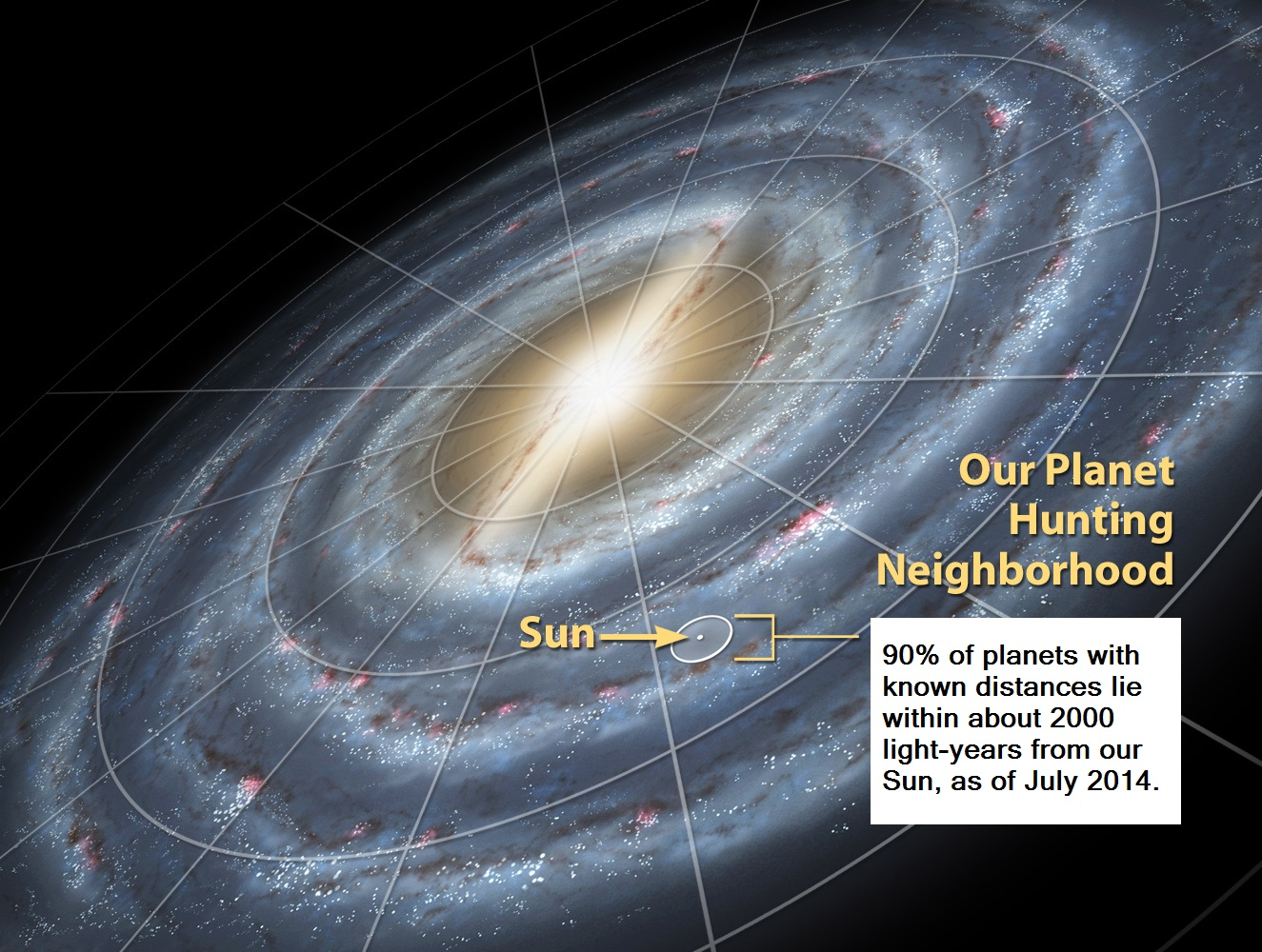
La plupart des planètes découvertes à ce jour l'ont été dans un rayon de 2000 années-lumière autour du Soleil, ce qui est très réduit à l'échelle galactique (image JPL/NASA).

La Voie lactée posséderait à elle seule plus de 100 milliards de planètes voire plus de 200. Par ailleurs, même si aucune n'a encore été formellement identifié, nombre d'entre elles possèdent certainement des satellites.
Le nombre de planètes semblables à la Terre présentes dans notre galaxie est estimé en 2013 à environ 8,8 milliards,, et en 2019 à 10 milliards[réf. incomplète].
Le 26 février 2014 la NASA annonce la confirmation de 715 nouvelles exoplanètes détectées grâce au télescope spatial Kepler. Ce faisant, le nombre d'exoplanètes confirmées dépasse les 1 700[réf. nécessaire].
Au printemps 2015, on recense 1 120 étoiles avec planètes, 463 systèmes multiples, 450 géantes gazeuses, 1 061 Jupiters chauds, 206 super-Terres et 92 planètes telluriques de la taille de la Terre.
Au 23 février 2019 on recense 3 989 exoplanètes dans 2 983 systèmes planétaires dont 654 multiples.

### Quelques exoplanètes remarquables

#### 1990
- Aleksander Wolszczan découvre les premières exoplanètes grâce au radiotélescope d'Arecibo. Elles gravitent autour du pulsar PSR B1257+12 situé dans la constellation de la Vierge. Ce système abrite quatre exoplanètes.

#### 1995
- En octobre, Michel Mayor et Didier Queloz annoncent avoir découvert la première exoplanète en orbite autour d'une étoile similaire au Soleil (comprendre : une étoile de la séquence principale) : 51 Pegasi b.

#### 1999

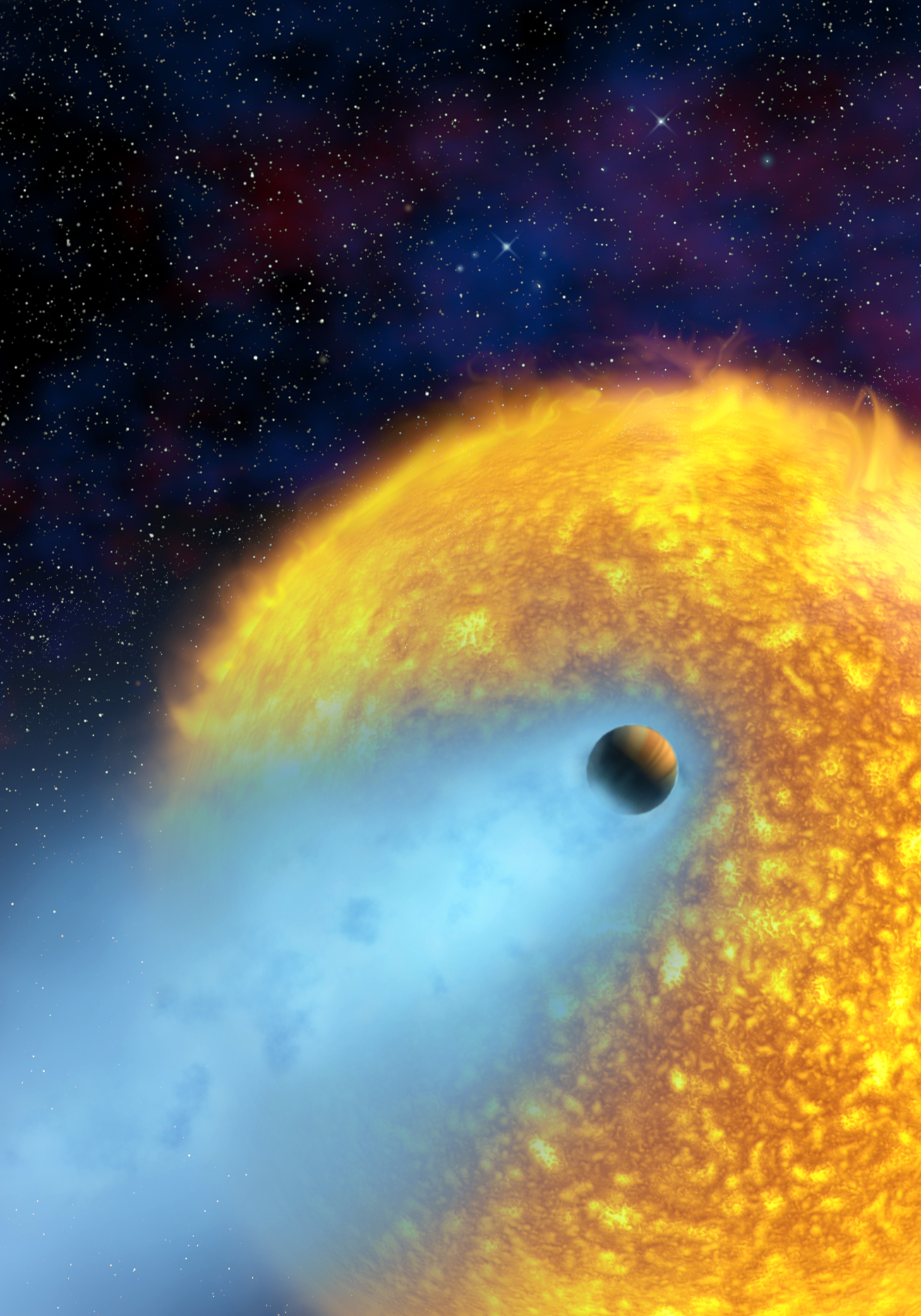
Vue d'artiste représentant l'évaporation d'HD 209458 b.
Crédits : NASA/ESA/CNRS.

- C'est en 1999 que l'on détecte la première géante gazeuse, HD 209458 b (Osiris), contenant de l'oxygène et du carbone dans son atmosphère. Cette planète étant très proche de son étoile, elle voit son atmosphère soufflée par cette dernière. Ce phénomène a poussé les scientifiques à imaginer une classe particulière d'exoplanètes, les planètes chthoniennes, qui sont des résidus rocheux de géantes gazeuses à l'atmosphère soufflée par leur étoile.

#### 2005
- En 2005, pour la première fois, des astronomes ont pu discerner la lumière émise directement par deux planètes, malgré la lueur éblouissante et toute proche de leurs étoiles. Jusqu'alors, les découvertes n'étaient qu'indirectes, en regardant les perturbations exercées par les planètes sur leurs étoiles ou en mesurant une baisse de luminosité lors d'un transit. Cette fois, deux découvertes presque simultanées ont été faites par deux équipes différentes observant des planètes différentes. Mais comme les deux équipes ont toutes deux utilisé le télescope spatial infrarouge américain Spitzer, la Nasa a décidé de profiter de l'occasion pour annoncer les deux découvertes en même temps. Il est cependant important de préciser que les deux exoplanètes observées avaient déjà été détectées auparavant grâce à la technique de la vitesse radiale.
- Le 14 juillet, l'astrophysicien Maciej Konacki du California Institute of Technology (Caltech) a annoncé dans la revue Nature la découverte d'une exoplanète (HD 188753 Ab) dans un système de trois étoiles qui se trouve à 149 années-lumière de la Terre. Grâce au télescope Keck 1 de Hawaï, il a pu trouver cette planète dont la révolution autour de son étoile se fait en moins de quatre jours. Les modèles actuels (juillet 2005) de formation des planètes n'expliquent pas comment une telle planète peut se former dans un environnement si instable d'un point de vue gravitationnel. Cette planète a été surnommée « planète Tatooine » par son découvreur en hommage à la planète du même nom dans la saga Star Wars.

#### 2006
- Le 26 janvier, le Probing Lensing Anomalies NETwork (PLANET) dirigé par le Français Jean-Philippe Beaulieu découvre la planète OGLE-2005-BLG-390L b qui semble être la première exoplanète tellurique connue. Cette planète se situe à 22 000 années-lumière de la Terre. Sa masse vaut environ cinq fois celle de la Terre, sa température (moyenne de surface) est estimée à −220 °C (53 K), ce qui laisse supposer qu'il s'agit d'une planète solide.
- Le 17 mai, une équipe de chercheurs de planètes (dont Michel Mayor) annonce la découverte, grâce au spectrographe HARPS, de trois planètes de type « neptunien » (le « Trident de Neptune ») autour de l'étoile de type solaire HD 69830. Les masses sont respectivement de 10, 12 et 18 fois la masse terrestre (ce qui est relativement faible, Jupiter fait 318 fois la masse de la Terre). Ce système possède probablement une ceinture d'astéroïdes à environ 1 au de l'étoile.
- Le 4 août 2006, Ray Jayawardhana et Valentin Ivanov repèrent, grâce au New Technology Telescope de 3,5 m de l'observatoire de La Silla de l'Observatoire européen austral (ESO), Oph 162225-240515, un système double à deux naines brunes tournant l'une autour de l'autre et flottant librement dans l'espace.
- Le 25 août, une planète, Mu Arae d ou la Vénus de Mu Arae, de 14 masses terrestres est découverte. Cette masse étant en deçà d'une limite théorique de 15 masses terrestres en dessous de laquelle une planète peut être tellurique, les scientifiques pensent qu'il peut s'agir d'une très grosse planète rocheuse, la première de ce type qui serait donc découverte. Néanmoins, il peut tout aussi bien s'agir d'une très petite planète gazeuse.
- Le 18 septembre 2006, une équipe d'astronomes du Smithsonian annonce la probable découverte d'un nouveau type de planète : avec un rayon équivalent à 1,38 fois celui de Jupiter mais n'ayant même pas la moitié de sa masse, c'est l'exoplanète la moins dense jamais découverte. Cela lui confère une densité inférieure à celle du liège. L'objet est baptisé HAT-P-1 b ; son étoile est l'astre principal d'un système double, situé à quelque 450 années-lumière de la Terre dans la constellation du Lézard et connu sous le nom. ADS 16402. Les deux étoiles sont similaires au Soleil mais plus jeunes, âgées d'environ 3,6 milliards d'années.
- Le 5 octobre, Kailash Sahu, du Space Telescope Science Institute de Baltimore, et ses collègues américains, chiliens, suédois et italiens auraient découvert, grâce au télescope spatial Hubble, cinq exoplanètes d'une nouvelle classe baptisées « planètes à période de révolution ultra-courte » (USPP : Ultra-Short-Period Planet) parce qu’elles font le tour de leur astre en moins d’une journée terrestre, 0,4 jour (moins de 10 heures) pour la plus rapide. Les objets semblent être des planètes gazeuses géantes de faible densité similaires à Jupiter, tournant autour d'étoiles plus petites que le Soleil.

#### 2007
- Le 25 avril, le télescope Harps de 3,6 m de l'observatoire de La Silla de l'ESO au Chili annonce la découverte d'une planète « de type terrestre habitable » : Gliese 581 c, orbitant autour de l'étoile Gliese 581 située à seulement 20,5 années-lumière de la Terre. Trois laboratoires associés du CNRS ont participé à la découverte, avec des chercheurs de l'Observatoire de Genève et du Centre d'astronomie de Lisbonne[85].
- Le 8 novembre, une équipe d'astronomes conduite par Debra Fischer (San Francisco State University) et Geoffrey Marcy (University of California, Berkeley) découvre une cinquième planète autour de 55 Cancri, une étoile située à 41 années-lumière dans la constellation du Cancer, faisant de ce système, le plus fourni en exoplanètes connu à ce jour[86].

#### 2008
- Le 2 janvier, l'Institut Max-Planck de recherche sur le Système solaire (Heidelberg en Allemagne) annonce avoir découvert une jeune planète en formation dans le disque circumstellaire  de TW Hydrae, une étoile de moins de 10 millions d'années qu'elle frôle à moins de 0,04 unité astronomique, soit 25 fois moins que la distance de la Terre au Soleil. L'étude de cette planète gazeuse dix fois plus massive que Jupiter devra permettre de mieux comprendre la formation des planètes[87],[88]. Il s'agit de la première planète détectée autour d'une étoile de moins de 100 millions d'années. Cette découverte faite grâce au spectrographe Feros installé sur l'observatoire de La Silla (ESO) au Chili, pourrait remettre en cause la « théorie de la migration » qui établissait que les exoplanètes de type « Jupiter chaud » se formaient à une distance beaucoup plus éloignée de leur étoile et ne s'en rapprochaient qu'ensuite.
- MOA-2007-BLG-192L b devient l'exoplanète la moins massive connue après PSR 1257+12 A (planète en orbite autour d'un pulsar). C'est une planète glacée seulement 3,3 fois plus massive que la Terre en orbite autour d'une naine rouge ou une naine brune. Elle a été découverte par microlentille gravitationnelle.
- Le 13 novembre 2008 est annoncée la découverte de la première planète extrasolaire, Fomalhaut b, par visualisation directe sur une photographie coronographique provenant du télescope spatial Hubble.
- Toujours le 13 novembre est annoncée la découverte, par les télescopes Keck et Gemini à Hawaï, d'un système de trois planètes, HR 8799, et ce grâce à la technique d'imagerie directe.

#### 2009
- Le 3 février est annoncée la découverte par le satellite CoRoT de CoRoT-7 b, la plus petite des exoplanètes jamais observées à ce jour qui fait près de deux fois le diamètre de la Terre et entre dans la catégorie des Super-Terre. Très proche de son étoile dont elle accomplit une révolution en 20 heures, elle est également très chaude, sa température atteignant 1 000 à 1 500 °C[89].
- Le 16 décembre est annoncée la découverte de la planète Gliese 1214 b, qui serait composée d'une grande quantité d'eau, autour de l'étoile Gliese 1214.

#### 2010
- Le 24 août est annoncée la découverte d'un système de cinq à sept planètes autour de l'étoile HD 10180 (dans la constellation de l'Hydre mâle). En 2010, c'était l'étoile possédant le plus grand nombre de planètes dans un système extrasolaire. Ce record de sept planètes est détrôné en 2017 par le système Kepler-90, qui en compte huit.
- Le 26 août est annoncée la découverte du premier transit multiple (deux planètes) autour de l'étoile Kepler-9.
- Le 29 septembre 2010 est annoncée la découverte de Gliese 581 g, sixième exoplanète découverte autour de la naine rouge Gliese 581, qui en raison de sa masse (environ trois à quatre fois celle de la Terre), de ses températures, de sa localisation dans la zone habitable à 0,146 au, et de sa possibilité de retenir une atmosphère, est à ce jour l'exoplanète présentant la plus haute habitabilité et probabilité d'abriter des formes de vie[90],[91].
- Le 18 novembre 2010 est annoncée la découverte de HIP 13044 b ; planète géante, elle serait située à quelque 2 200 années-lumière de la Terre, autour de l’étoile HIP 13044, dans la constellation du Fourneau. Cette annonce est cependant rétractée en 2014, car après corrections d'erreurs de mesure, il n'a plus été possible de mettre en évidence sa présence supposée[92]. Cette découverte aurait été la première détection d'un système planétaire d'origine extragalactique (originaire d'une autre galaxie) à la suite de la fusion cosmique entre la Voie lactée et cette autre galaxie (il y a six à neuf milliards d'années)[93],[94].

#### 2011
- Le 3 février est annoncée la découverte du système planétaire de Kepler-11, contenant six planètes en transit sur des orbites particulièrement serrées[95].
- Le 29 avril est annoncée la détection du transit de 55 Cancri e, une super-Terre autour d'une étoile visible à l'œil nu[réf. nécessaire].
- Le 19 mai est annoncée la découverte par micro lentille gravitationnelle d'une importante population de planètes errantes, éjectées par leur étoile. Elles seraient environ deux fois plus nombreuses que les étoiles de la séquence principale[96],[97].
- Le 21 octobre 2011 est annoncée l'observation d'une géante gazeuse en formation assez similaire à Jupiter : LkCa 15 b[98].
- Le 20 décembre est annoncée la découverte des deux premières planètes de taille terrestre, Kepler-20 e et Kepler-20 f, ayant respectivement un rayon de 0,868 et 1,034 fois celui de la Terre, dans un système comptant désormais au moins cinq planètes.

#### 2012
- Le 11 janvier sont découvertes trois planètes dont la taille est comprise entre celle de Mars et de Vénus, autour de Kepler-42 (encore appelée KOI-961 à l'époque).
- Le 18 décembre 2012 est annoncée la découverte de cinq planètes en orbite autour de l'étoile Tau Ceti dont les masses sont évaluées respectivement à 2, 3,1, 3,6, 4,3 et 6,6 masses terrestres et dont les périodes seraient respectivement de 13,9, 35,4, 94, 168 et 640 jours. Deux d'entre elles, Tau Ceti e et Tau Ceti f, sont dans la zone habitable du système[99],[100],[101].

#### 2013
- Le 7 janvier, des astronomes affiliés à la mission Kepler annoncent la découverte de KOI-172.02, une candidate au titre d'exoplanète moins de deux fois plus grande que la Terre et qui orbite en zone habitable autour d'une étoile de type G. Il s'agit de la première planète de ce type découverte par l'instrument Kepler car elle orbite autour d'une étoile de même type que le Soleil[102].

#### 2014
- Le 17 avril, la découverte grâce au télescope spatial Kepler de cinq planètes autour de l'étoile naine rouge Kepler-186 est annoncée. Ces cinq planètes, de taille proche de celle de la Terre, sont toutes probablement rocheuses. Parmi celles-ci, Kepler-186 f, la plus éloignée de l'étoile, se trouve en plus dans la zone habitable de Kepler-186.

#### 2015
- Au printemps, 21 planètes sont répertoriées, portant toutes le nom principal de Kepler, le satellite ayant permis leur découverte, et numérotées de 434b à 447b[103].
- Le 23 juillet 2015, la NASA annonce la détection via son télescope spatial Kepler d'une nouvelle planète nommée Kepler-452 b[104], à 1 400 années-lumière de notre système solaire, que plusieurs paramètres (type spectral de l’étoile hôte, dimensions de l’orbite, dimensions de la planète en font une super-Terre) se rapprochant globalement de la Terre davantage que toute autre exoplanète connue.

#### 2016
- En avril, une équipe internationale de chercheurs, menée par Michaël Gillon de l'Université de Liège annonce la découverte de trois nouvelles exoplanètes en orbite autour d'une étoile naine ultra-froide (TRAPPIST-1)[105]. Situées à environ 39 années lumière de la Terre, elles seraient « potentiellement habitables »[106]. Un an plus tard, ces planètes s'avèrent finalement être sept.
- Le 11 mai 2016, la NASA annonce la découverte de 1 284 exoplanètes grâce à son télescope Kepler[107].
- Le 24 août 2016, l'Observatoire européen austral annonce la découverte d'une planète en orbite autour de la naine rouge Proxima Centauri, l'étoile la plus proche du système solaire. Nommée Proxima Centauri b, cette planète probablement tellurique et située dans la zone habitable de son étoile est l'exoplanète la plus proche de la Terre[108].

#### 2017
- Le 22 février, l'équipe du télescope belge TRAPPIST (the TRAnsiting Planets and Planetesimals Small Telescope) installé sur deux sites : le site TRAPPIST-S (TRAPPIST Sud) à l'Observatoire de La Silla, au Chili et le site TRAPPIST-N (TRAPPIST Nord) à l'Observatoire de l'Oukaïmeden au Maroc, annonce que le système planétaire autour de l'étoile TRAPPIST-1 comporte en fait 7 planètes telluriques, dont 3 en zone habitable, et dont les dimensions sont proches de la Terre et où la température de surface est compatible avec la présence d'eau liquide[109].
- En avril, la revue Nature annonce qu'une équipe internationale composée de scientifiques de l'IPAG a découvert une exoplanète située à 40 années-lumière de la Terre, évoluant dans la zone habitable de l'étoile LHS 1140. Très probablement rocheuse, cette exoplanète nommée LHS 1140 b, d'une masse sept fois plus élevée que la Terre, pourrait devenir la meilleure candidate pour la recherche de traces de vie dès que des instruments pouvant analyser son atmosphère seront opérationnels[110],[111],[112].
- En novembre est annoncée une nouvelle découverte majeure, celle d'une exoplanète 1,4 fois plus massive que la Terre et située à seulement 11 années-lumière du Système solaire : Ross 128 b.
- En décembre, la NASA, aidée de l'intelligence artificielle de Google, découvre Kepler-90 i, 8e planète du système planétaire Kepler-90 mais 3e par la distance à son étoile. En 2017, Kepler-90 détient le record du nombre de planètes autour d'une étoile[113].

#### 2018
- En janvier, Joseph E. Rodriguez et ses collègues rapportent la découverte de trois exoplanètes de type super-Terre orbitant autour de l'étoile GJ 9827 (appelée aussi Gliese 9827 ou HIP 115752), une étoile naine brillante de type K, située à environ 99 années-lumière de la Terre, dans la constellation des Poissons. Les rayons de ces planètes, entre 1,27 et 2,07 rayons terrestres, les placent à la limite des planètes rocheuses et gazeuses. Leur période de révolution s'étagent de 1,2 à 6,2 jours[114],[115].
- En février, l'analyse des vitesses radiales de l'étoile GJ 9827 entre 2010 et 2016 montre que la planète la plus interne de ce système, GJ 9827 b, avec un rayon de 1,64 rayons terrestres et une masse d'environ huit masses terrestres, est une des super-Terres les plus massives et denses découvertes à ce jour (les masses des deux planètes externes n'ont pu être mesurées précisément)[116].
- En décembre, les résultats des observations du télescope Hubble mettent en évidence que l'exoplanète Gliese 3470 b s'évapore littéralement. Très proche de son étoile, elle perd 10 000 tonnes de gaz par seconde et devrait finir sa vie complètement sèche[117].

#### 2019
- En février, découverte de la super-Terre Gliese 411 b grâce au spectrographe SOPHIE de l'observatoire de Haute-Provence. C'est la 3e exoplanète la plus proche[118],[119],[120].
- En septembre, de la vapeur d'eau est détectée par le télescope Hubble sur l'exoplanète K2-18 b[121].
- En décembre est annoncée la première découverte d'une exoplanète (WDJ0914+1914 b (en)), de type Neptune chaud, autour d'une naine blanche[122],[123].

#### 2020
- En janvier est annoncée la découverte de l'exoplanète TOI 700 d, certainement une planète tellurique de type terrestre[124].
- En septembre les baisses de luminosité de la naine blanche. WD 1856+534, observées en 2019, sont interprétées comme le transit d'une planète géante. Avec une masse pouvant atteindre 14 masses joviennes et une période orbitale d'environ 34 heures, il est étonnant que cette planète ait survécu aux forces de marée lors de la transformation de l'étoile en naine blanche[125].

#### 2021
- En octobre, l'observation d'une baisse temporaire de l'intensité du rayonnement X reçu d'un système binaire situé dans la galaxie M51 (distante de 28 millions d'années-lumière) est interprétée, après élimination d'autres explications, comme due au transit d'une planète. Ce serait ainsi la première exoplanète extragalactique repérée[126].

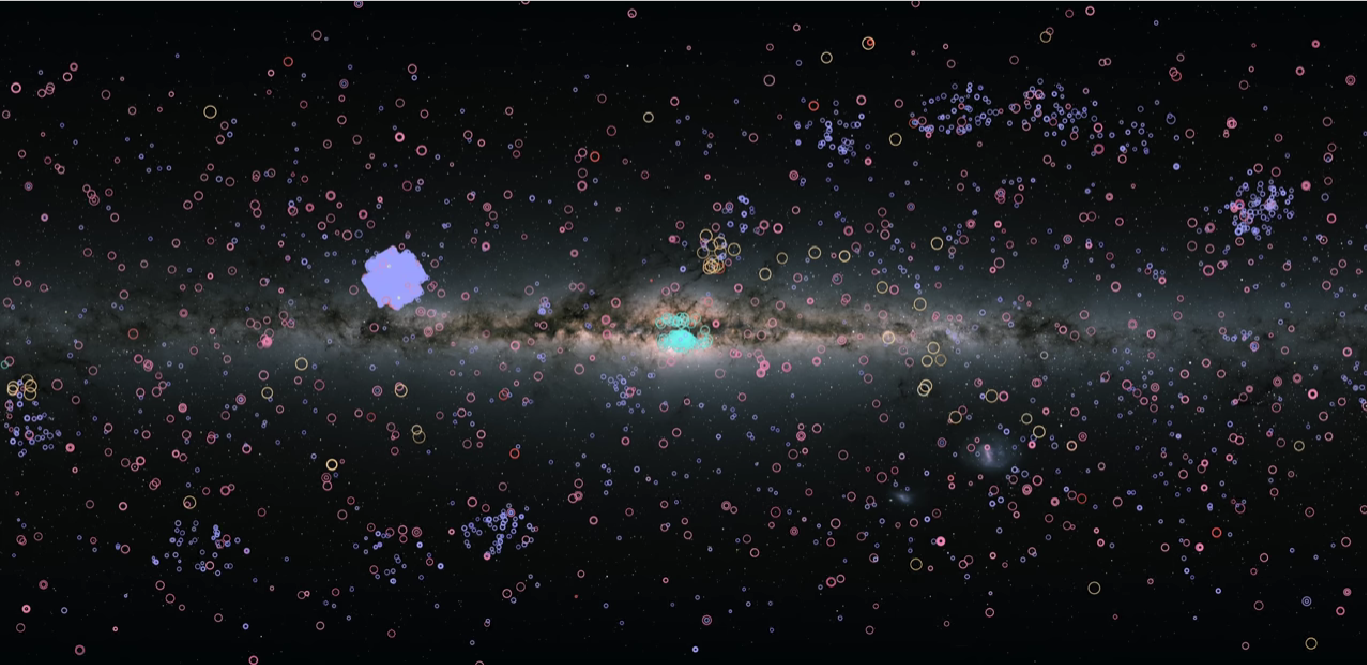
mars 2022 (NASA/JPL-Caltech/ M. Russo et A. Santaguida).

#### 2022
- En mars, le nombre des exoplanètes connues dépasse 5 000[127].
- En juin, le télescope spatial James Webb réalise la première spectroscopie d'une exoplanète, WASP-96 b, grâce à l'instrument NIRISS, permettant d'analyser sa composition atmosphérique. La présence d'eau y est révélée[128].